# ロシアン・ブルー -魔女への鉄槌-
『ロシアン・ブルー -魔女への鉄槌-』（ロシアンブルー まじょへのてっつい）は、2009年に宝塚歌劇団雪組で上演された作品。10場。水夏希主演、大野拓史作・演出。 併演作品はラテン・ロマンチカ『RIO DE BRAVO!!』。
ロシア革命から20年後の1937年・ソビエト連邦を舞台に、共に魔法使いの末裔であるアメリカ人の男とロシア人の女が、国家から与えられた使命を全うするために惚れ薬を使って互いを篭絡しようとする騒動を描いた、スクリューボール・コメディ（形式名）。
愛原実花の主演娘役就任お披露目公演となった。

## 公演日程
- 宝塚大劇場公演
2009年7月31日 - 8月31日[1]（新人公演：8月18日[2]）
- 東京宝塚劇場公演
2009年9月18日 - 10月18日[1]（新人公演：10月1日[2]）

## 主な配役
※「（）」は新人公演。
- アルバート・ウィスラー … 水夏希（蓮城まこと）[3]
- イリーナ・クズネツォワ … 愛原実花（愛加あゆ）[3]
- ヘンリー・スペンサー … 彩吹真央（彩風咲奈）[3]
- グリゴリー・アレクサンドロフ … 音月桂（真那春人）[3]

- ミハイル・ゲロヴァニ … 汝鳥伶（凛城きら）[3]
- カテリーナ・コーシュキナ … 五峰亜季（此花いの莉）[3]
- レベッカ・ウォード … 美穂圭子（透水さらさ）[3]
- ニコライ・エジェフ … 未来優希（香綾しずる）[3]
- デボラ・チャップマン … 天勢いづる（大月さゆ）[3]
- ジナイーダ・ライフ … 麻樹ゆめみ（千風カレン）[3]
- ライサ・ネコタナ … 舞咲りん（沙月愛奈）[3]
- セルゲイ・エイゼンシュテイン … 奏乃はると（朝風れい）[3]
- 佐野碩 … 彩那音（愛輝ゆま）[3]
- ガリナ・ネコタナ … 森咲かぐや（花夏ゆりん）[3]
- アンナ・ネコタナ … 花帆杏奈（悠月れな）[3]
- ソフィヤ・ネコタナ … 神麗華（白渚すず）[3]
- スージー・スターン … 涼花リサ（花城舞）[3]
- エフゲニイ・アンドレーエフ … 真波そら（涼瀬みうと）[3]
- ユーリ・メドベージェフ … 緒月遠麻（梓晴輝）[3]
- ダーリン・ロス … 早霧せいな（彩凪翔）[3]
- ペギー・グリーンフィールド … 晴華みどり（桃花ひな）[3]
- ロジャー・ドリトル … 沙央くらま（久城あす）[3]
- リュボフ・ネコタナ … 早花まこ（雛月乙葉）[3]
- バーベル・ムイシュキン … 大凪真生（冴輝ちはや）[3]
- イーゴリ・イリインスキー … 大湖せしる（凰華れの）[3]
- マクシム・シューキン … 彩夏涼（透真かずき）[3]
- パヴェル・ウソツキー … 紫友みれい（月城かなと）[3]
- ボリス・ムラビヨフ … 祐輝千寿（香音有希）[3]
- ロビン・スペンサー … 大月さゆ（舞羽美海）[3]
- バーリャ・ネコタナ／バレリーナ（ペトルーシュカ） … 沙月愛奈[3]
- バーリャ・ネコタナ … （鈴蘭まあや）[3]
- バレリーナ（ペトルーシュカ） … （笙乃茅桜）[3]
- タマーラ・ネコタナ … 花夏ゆりん（希世みらの）[3]
- オレーク・ネコタン／ペトルーシュカ … 愛輝ゆま[3]
- オレーク・ネコタン … （*）[3]
- ペトルーシュカ … （詩風翠）[3]
- フェリックス・アンバー … 涼瀬みうと（大澄れい）[3]
- ロバート・ホッジキス … 蓮城まこと（帆風成海）[3]
- ムーア人（ペトルーシュカ） … 香音有希（央雅光希）[3]
- イワン・バルスコフ … 香綾しずる（寿々音綾）[3]
- ヴァシリ・アレンスキー … 朝風れい（亜聖樹）[3]
- マトローナ・ムラビヨフ … 千風カレン（愛原実花）[3]
- ナターリア・プリセツカヤ … 悠月れな（美乃ほのか）[3]
- ヨシフ・モジャイスキー … 梓晴輝（琉動真瑳）[3]
- ウラディミール・ベレゾフスキー … 凰華れの（千瀬聖）[3]
- ワーリャ・ネコタン … 寿々音綾（*）[3]
- タチヤーナ・エセーニナ … 愛加あゆ（天舞音さら）[3]
- フョードル・スタチンスキー … 冴輝ちはや（煌羽レオ）[3]
- キリル・カバレフスキー … 透真かずき（悠斗イリヤ）[3]
- オレガ・ネコタナ … 透水さらさ（舞園るり）[3]
- スラヴァ・フィラノスキー … 彩凪翔（大樹りょう）[3]
- ゲンナディ・ヴァルコンスキー … 凛城きら（貴穂しゅう）[3]
- アルカディ・スロニムスキー … 真那春人（桜路薫）[3]
- エレナ・ネコタナ … 舞羽美海（華吹乃愛）[3]

## スタッフ
宝塚大劇場のデータ
- 作・演出 … 大野拓史[1]
- 音楽[4] … 太田健、玉麻尚一、高橋恵
- 音楽指揮 … 岡田良機[4]
- 振付[4] … 伊賀裕子、森田守恒、玉野和紀
- 擬闘 … 清家三彦[4]
- 装置 … 新宮有紀[4]
- 衣装 … 河底美由紀[4]
- 照明 … 笠原俊幸[5]
- 音響 … 実吉英一[5]
- 小道具 … 伊集院徹也[5]
- 歌唱指導 … ちあきしん[5]
- 演出助手 … 生田大和[5]
- 舞台進行 … 宮脇学[5]
- 制作 … 川端保光[5]
- パペット製作 … 清水千華[5]